# Списък на астронавтите, командвали мисии при първите си космически полети
Командири не участвали преди това в космически полети или командири – новобранци (на английски: rookie commander). Така в НАСА наричат командирите и целите екипажи на съответната мисия, за които това е първи космически полет. Изключително рядко явление в историята на американската космонавтика.

## История
След пилотираните полети по програмата Мъркюри, НАСА започва космически полети с многочленни екипажи. Още в началото на космическата ера, американците решават, че многочленните екипажи ще се командват от астронавти летели преди това в космоса. При първата космическа програма Мъркюри астронавтите летели сами (т.е. няма екипаж, а солов полет) и по щат са наричани пилоти. При многочленните екипажи единия задължително трябва да бъде старши по ранг. При втората космическа програма Джемини, командира е наричан старши – пилот или командващ пилот. От програмата Аполо насетне водещите астронавти са наричани командири. След като осъществяват шест пилотирани полета по програмата Мъркюри, а планират десет по програмата Джемини, в НАСА разбират, че няма начин всички полети от втората им програма да се командват от ветерани. Така че за някои от мисиите са назначени командири, които нямат преди това космически полет. Това се случва и при следващите програми, но тези случаи са по-скоро изключения. Само шестима астронавти в цялата история на пилотираните космически полети влизат в групата на т. нар. „командири – новобранци“: Джеймс Макдивит, Франк Борман, Нийл Армстронг, Елиът Сий, Джералд Кар и Джо Енгъл. Това са и единствените екипажи на НАСА, съставени от астронавти без участие в космически полети. Въпреки това тези мисии преминават много успешно и бележат важни постижения в областта на пилотираните космически полети. Списъкът на „командирите – новобранци“ е представен в хронологичен ред.

## Списък на командирите

### Джеймс Макдивит
Джеймс Макдивит – Командир на космическия кораб Джемини 4. Първият командир – новобранец в историята на американската астронавтика. По време на тази мисия пилота на кораба Едуард Уайт осъществява първата космическа разходка на американски астронавт. След този полет Макдивит е командир и на полета на Аполо 9 – първи маневри на околоземна орбита с лунния модул.

### Франк Борман
Франк Борман – Командир на космическия кораб Джемини 7. Вторият командир – новобранец в историята на американската астронавтика. По време на тази мисия е установен световен рекорд (повече от 330 часа) по продължителност на полета. След този полет Борман е командир и на полета на Аполо 8 – първи полет на космически кораб на окололунна орбита. На 1 октомври 1978 г., Франк Борман е награден от Конгреса на САЩ с Космически медал на честта – най-високото гражданско отличие за изключителни заслуги в областта на аерокосмическите изследвания.

### Нийл Армстронг
Нийл Армстронг – Командир на космическия кораб Джемини 8. Третият командир – новобранец в историята на американската астронавтика. По време на тази мисия е осъществено първото скачване на космически кораб с безпилотен обект на околоземна орбита. След този полет Армстронг е командир на полета на Аполо 11 и става първият човек в света стъпил на лунната повърхност. На 1 октомври 1978 г., Нийл Армстронг е награден от Конгреса на САЩ с Космически медал на честта – най-високото гражданско отличие за изключителни заслуги в областта на аерокосмическите изследвания.

### Елиът Сий
Елиът Сий – Командир на космическия кораб Джемини 9. Загива при тренировъчен полет с реактивен самолет Т – 38 преди изпълнението на мисията.

### Джералд Кар
Джералд Кар – Командир на космическата мисия Скайлаб 4, последен полет по програмата Скайлаб. Четвъртият командир – новобранец в историята на американската астронавтика. По време на тази мисия е постигнат световен рекорд по продължителност на полета (над 84 денонощия), който се задържа почти две години и половина. Този полет е първи и последен в кариерата на Джералд Кар.

### Джо Енгъл
Джо Енгъл – Командир на космическата совалка Колумбия при нейната втора мисия STS-2. Последният командир – новобранец в историята на американската астронавтика и последен екипаж на НАСА съставен изцяло от новобранци. След този полет, НАСА взема принципно решение, че участието в космическа мисия ще е задължително поне за командира на кораба. Така че в близко бъдеще едва ли ще има подобен прецедент. По време на този полет, Енгъл осъществява първото и единствено приземяване на космическата совалка на ръчен режим. След този полет, Джо Енгъл е командир на совалката Дискавъри, мисия STS-51I.